# Clavularia peterseni
Clavularia peterseni is een zachte koraalsoort uit de familie Clavulariidae. De koraalsoort komt uit het geslacht Clavularia. Clavularia peterseni werd in 1906 voor het eerst wetenschappelijk beschreven door Kükenthal. 